# Nardò rosato
Il Nardò rosato è un vino DOC la cui produzione è consentita nella provincia di Lecce.

## Caratteristiche organolettiche
- colore: dal rosa corallo appena acceso al cerasuolo tenue.
- odore: vinoso, delicato e caratteristico, leggermente fruttato se giovane.
- sapore: asciutto, vellutato, con lieve cadenza amarognola, gradevole.

## Produzione
Provincia, stagione, volume in ettolitri
- nessun dato disponibile